# Nvu
Nvu (udtales som "N-view") er en WYSIWYG HTML-editor, baseret på Composer komponenten fra Mozilla Application Suite. Dens mål er at være et open source alternativ til proprietært software som Microsoft FrontPage og Macromedia Dreamweaver og den er en meget brugt WYSIWYG editor til Linux. Nvu er designet til at være nem at bruge for ikke tekniske computerbrugere. Viden om HTML eller CSS er ikke et krav.

## Hjemmeside
- Nvu The Complete Web Authoring System for Linux, Macintosh and Windows Arkiveret 28. august 2013 hos  Wayback Machine